# Melanagromyza parvida
Melanagromyza parvida este o specie de muște din genul Melanagromyza, familia Agromyzidae, descrisă de Spencer în anul 1973.
Este endemică în Dominica. Conform Catalogue of Life specia Melanagromyza parvida nu are subspecii cunoscute.